# 2695 Christabel
2695 Christabel eller 1979 UE är en asteroid i huvudbältet som upptäcktes den 17 oktober 1979 av den amerikanske astronomen Edward L.G. Bowell vid Anderson Mesa Station. Den är uppkallad efter Samuel Taylor Coleridges Christabel.
Asteroiden har en diameter på ungefär 14 kilometer.